# Йирачек, Петр
Петр Йи́рачек (чеш. Petr Jiráček; 2 марта 1986, Соколов, Чехословакия) — чешский футболист, полузащитник клуба «Простеёв». Выступал за сборную Чехии.

## Биография

### Клубная карьера

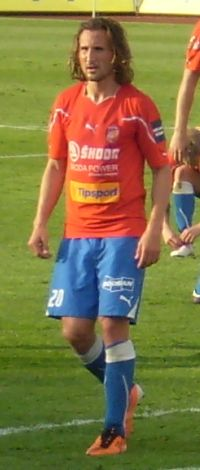
В игре за «Викторию»

Карьера Петера началась в молодёжной команде клуба «Сокол» из его родного города Тухоржице. В десять лет продолжил заниматься футболом в академии «Баника» из Соколова. Дважды клуб отдавал его в аренду, в «Бульдоци» и в «Славию». Также он побывал на просмотре в пражской «Спарте», однако клубу не подошёл. За молодёжку «Баника» Петер выступал на протяжении 10 лет
Профессиональную карьеру начал в «Банике» в сезоне 2006/07, который выступал во Второй лиге Чехии. Йирачек начинал играть на левом фланге полузащиты. Всего за команду выступал на протяжении двух сезонов и сыграл в 40 играх, в которых забил 2 мяча.

#### «Виктория» (Пльзень)
Летом 2008 года стал игроком «Виктории» из Пльзеня. В команде взял футболку с 20 номером. В чемпионате Чехии дебютировал 2 августа 2008 года в домашнем матче против «Виктории Жижкова» (3:2), главный тренер Станислав Леви выпустил Йирачек в конце игры на 81 минуте вместо Яна Лецякса. В команде он сразу не стал основным игроком, долгое время часто выходил на замену. 8 июля 2010 года сыграл в Суперкубке Чехии в проигрышном поединке против пражской «Спарты» (1:0), Йирачек вышел на поле на 67 минуте вместо Даниэля Коларжа. 29 июля 2010 года дебютировал в еврокубках в домашнем матче квалификации Лиги Европы против турецкого «Бешикташа» (1:1). В ответной игре «Виктория» уступила со счётом (3:0) и покинула турнир. Йирачек сыграл в обеих встречах.
В сезоне 2010/11 вместе с «Викторией» впервые стал чемпионов Чехии, под руководством тренера Павла Врба. 22 июля 2011 вместе с командой выиграл Суперкубок, обыграв «Младу-Болеслав» (1:1 основное время и 4:2 по пенальти). Победа в чемпионате дало возможность играть в квалификации Лиги чемпионов, в начале «Виктория» обыграла армянский «Пюник» по сумме двух матчей (9:1). В следующем раунде клуб обыграл норвежский «Русенборг» (4:2). В последнем раунде квалификации клуб успешно прошёл «Копенгаген» (5:2) и вышел в групповой этап. В квалификации Йирачек сыграл в 5 матчах, в которых получил 2 жёлтых карточки. В своей группе «Виктория» заняла 3 место, уступив «Барселоне» и «Милану» и обогнав БАТЭ. Клуб набрал 5 очков, 1 раз обыграв БАТЭ и дважды сыграв вничью с БАТЭ и «Миланом», что дало возможность продолжить играть в Лиге Европы.
Всего за «Викторию» в Гамбринус Лиге сыграл в 100 играх и забил 11 голов. В 2011 году был одним из претендентов на получения звания лучшего игрока года в Чехии, однако уступил Петру Чеху.

#### «Вольфсбург»
В начале 2012 года игрока купил «Вольфсбург» за 4 000 000 евро, Петр подписал четырёхлетний контракт. В команде взял 20 номер, под которым он играл и в «Виктории». В «Вольфсбурге» также играл ещё один соотечественник Йирачека, Ян Полак.
В составе «волков» Йирачек дебютировал 21 января, во встрече 18-го тура против «Кёльна» (1:0), Петр вышел в стартовом составе и на 80-й минуте уступил место Жозуэ. 10 февраля в домашнем матче против «Фрайбурга» (3:2), Йирачек впервые забил за свою новую команду, сделав дубль в ворота Оливера Баумана и принёс клубу победу.
Всего в сезоне 2011/12 Петр Йирачек сыграл в 13 матчах, в которых он забил 2 мяча, «Вольфсбург» занял 8 место.

#### «Спарта Прага»
В августе 2015 года перешёл в пражскую «Спарту», подписав с клубом четырёхлетний контракт.

### В сборной
Впервые в национальную сборную Чехии был вызван главным тренером Михалом Билеком. В составе сборной Йирачек конкурировал за место в составе с Яном Полаком и Томашем Хюбшманом. 3 сентября 2011 года дебютировал в составе сборной в отборочном матче на чемпионат Европы 2012 против Шотландии (2:2) на стадионе «Хэмпден Парк», Йирачек начал матч в основе, но на 77 минуте был заменён на Томаша Пекгарта. 6 сентября 2011 года остался на скамейке запасных в товарищеском матче против Украины (4:0), в котором Чехия разгромило соперника.
В октябре 2011 года сыграл в двух матчах квалификации на Евро 2012 в проигрышном против Испании (0:2) и победном против Литвы (1:4), в обеих встречах он отыграл полные 90 минут. В своей группе Чехия заняла 2 место, уступив лишь Испании и обогнав Шотландию, Литву и Лихтенштейн. В стыковых матчах за право участие на чемпионате Европы Чехия обыграла Черногорию по сумме двух матчей (3:0). В первом матче Чехия обыграла соперника со счётом (2:0), благодаря голам Пиларжа и Сивока. В ответной игре на 81 минуте Йирачек забил свой первый гол за сборную в ворота Младен Божовича и принёс своей команде победу со счётом (1:0). 29 февраля 2012 года сыграл в товарищеском матче против Ирландии (1:1). В рамках подготовки перед Евро 2012 сыграл в товарищеских играх против Израиля (2:1) и Венгрии (1:2).

### Чемпионат Европы 2012
Главный тренер сборной Михал Билек включил Петра в список 23 человек, которые были заявлены на чемпионат Европы 2012, который совместно проходит в Польше и Украине. Йирачек был заявлен под 19 номером.
Петр принял участие во всех матчах группового этапа Евро 2012, против России, Греции и Польши. В матче с греками в начале матча, он забил гол и помог своей команде одержать первую победу на турнире, 2-1. В поединке против хозяев турнира сборной Польши, Йирачек забил единственный гол и был признан Лучшим футболистом матча. Сборная Чехии заняла первое место в группе. В четвертьфинале против сборной Португалии, 1-0, был одним из самых активных на поле.

## Статистика выступлений за сборную
| Матчи за сборную Чехии | Матчи за сборную Чехии | Матчи за сборную Чехии | Матчи за сборную Чехии | Матчи за сборную Чехии | Матчи за сборную Чехии    | Матчи за сборную Чехии |
| ---------------------- | ---------------------- | ---------------------- | ---------------------- | ---------------------- | ------------------------- | ---------------------- |
| №                      | Дата                   | Оппонент               | Счёт                   | Голы                   | Соревнование              |                        |
| 1                      | 3 сентября 2011        | Шотландия              | 2:2                    | -                      | Отборочный матч ЧЕ-2012   |                        |
| 2                      | 7 октября 2011         | Испания                | 0:2                    | -                      | Отборочный матч ЧЕ-2012   |                        |
| 3                      | 11 октября 2011        | Литва                  | 4:1                    | -                      | Отборочный матч ЧЕ-2012   |                        |
| 4                      | 11 ноября 2011         | Черногория             | 2:0                    | -                      | Отборочный матч ЧЕ-2012   |                        |
| 5                      | 15 ноября 2011         | Черногория             | 1:0                    | 1                      | Отборочный матч ЧЕ-2012   |                        |
| 6                      | 29 февраля 2012        | Ирландия               | 1:1                    | -                      | Товарищеский матч         |                        |
| 7                      | 26 мая 2012            | Израиль                | 2:1                    | -                      | Товарищеский матч         |                        |
| 8                      | 1 июня 2012            | Венгрия                | 1:2                    | -                      | Товарищеский матч         |                        |
| 9                      | 8 июня 2012            | Россия                 | 1:4                    | -                      | ЧЕ-2012. Групповая стадия |                        |
| 10                     | 12 июня 2012           | Греция                 | 2:1                    | 1                      | ЧЕ-2012. Групповая стадия |                        |
| 11                     | 16 июня 2012           | Польша                 | 1:0                    | 1                      | ЧЕ-2012. Групповая стадия |                        |
| 12                     | 21 июня 2012           | Португалия             | 0:1                    | -                      | ЧЕ-2012. 1/4 финала       |                        |
| 13                     | 15 августа 2012        | Украина                | 0:0                    | -                      | Товарищеский матч         |                        |
| 14                     | 8 сентября 2012        | Дания                  | 0:0                    | -                      | Отборочный матч ЧМ-2014   |                        |
| 15                     | 11 сентября 2012       | Финляндия              | 0:1                    | -                      | Товарищеский матч         |                        |
| 16                     | 12 октября 2012        | Мальта                 | 3:1                    | -                      | Отборочный матч ЧМ-2014   |                        |
| 17                     | 16 октября 2012        | Болгария               | 0:0                    | -                      | Отборочный матч ЧМ-2014   |                        |
| 18                     | 6 февраля 2013         | Турция                 | 2:0                    | -                      | Товарищеский матч         |                        |
| 19                     | 22 марта 2013          | Дания                  | 0:3                    | -                      | Отборочный матч ЧМ-2014   |                        |
| 20                     | 26 марта 2013          | Армения                | 3:0                    | -                      | Отборочный матч ЧМ-2014   |                        |
| 21                     | 7 июня 2013            | Италия                 | 0:0                    | -                      | Отборочный матч ЧМ-2014   |                        |
| 22                     | 14 августа 2013        | Венгрия                | 1:1                    | -                      | Товарищеский матч         |                        |
| 23                     | 6 сентября 2013        | Армения                | 1:2                    | -                      | Отборочный матч ЧМ-2014   |                        |
| 24                     | 10 сентября 2013       | Италия                 | 1:2                    | -                      | Отборочный матч ЧМ-2014   |                        |
| 25                     | 11 октября 2013        | Мальта                 | 4:1                    | -                      | Отборочный матч ЧМ-2014   |                        |
| 26                     | 15 октября 2013        | Болгария               | 1:0                    | -                      | Отборочный матч ЧМ-2014   |                        |
| 27                     | 15 ноября 2013         | Канада                 | 2:0                    | -                      | Товарищеский матч         |                        |
| 28                     | 3 сентября 2014        | США                    | 0:1                    | -                      | Товарищеский матч         |                        |

## Достижения

### Командные
«Виктория» (Пльзень)
- Чемпион Чехии: 2010/11
- Обладатель Суперкубка Чехии: 2011

## Стиль игры
Йирачек выступает на позиции полузащитника. Может сыграть в центре поля, также на левом фланге защиты или полузащиты. Обладает хорошим ударом. Его положительными качествами являются работоспособность и выносливость.